# فرودگاه شهری اوارت
فرودگاه شهری اوارت (به انگلیسی: Evart Municipal Airport) یک فرودگاه همگانی با کد یاتا 9C8 است که یک باند فرود آسفالت دارد و طول باند آن ۱۲۷۵ متر است. این فرودگاه در کشور ایالات متحده آمریکا قرار دارد و در ارتفاع ۳۱۰ متری از سطح دریا واقع شده است.